# Платен, Франц Эрнст фон
Рейхсграф (с 1689 года) Франц Эрнст фон Платен (Платен-Халлермунд; 1631, Эркслебен — 14 июня 1709, Ганновер) — ганноверский государственный деятель, первый министр Ганновера (с 1689 года), приближённый ганноверского владетельного герцога Эрнста Августа (1729—1798).

## Биография
Родителями Франца Эрнста были полковник шведской службы барон Эразм фон Платен (1590—1663) и его третья жена Маргарита Катарина, урождённая фон Альвенслебен (1610—1670), дочь Гебхарда Иоганна фон Альвенслебена (1576—1631). Франц провёл своё детство в замке Эркслебен, принадлежавшем его матери, затем воспитывался иезуитами в Хильдесхайме и там же изучал право.
Около 1659 года Франц фон Платен поступил на службу к Эрнсту Августу, который с 1648 года был князем-епископом Оснабрюка. В Оснабрюке фон Платен достаточно быстро стал членом только что созданного Тайного совета и гофмаршалом. В 1664 году он сопровождал князя-епископа в его поездке в Италию.
В 1679 году, когда князь-епископ унаследовал княжество Каленберг (на основании которого в дальнейшем создал курфюршество Ганновер), туда вместе с ним последовал фон Платен. В 1682 году Франц фон Платен купил у другого аристократа наследственную должность ганноверского обер-почмейстера за 26 000 рейхсталеров. Дела фон Платена шли в гору, и он обзавёлся несколькими загородными поместьями и роскошным домом в городе Ганновере. 
В 1689 году фон Платен стал ганноверским первым министром и в том же году получил графство Халлермунд, дававшее ему право на титул рейхсграфа (имперского графа), более высокий, чем обыкновенный графский титул. 
Успешная карьера фон Платена была связана не только с его дружбой с владетельным герцогом, но и с конкретным деликатным поручением, которое он выполнял. В сентябре 1673 года Франц фон Платен, по поручению герцога Эрнста Августа, женился на Кларе Элизабет фон Мейзенбуг (1648— 1700), многолетней любовнице герцога. Двое детей, рожденных Кларой от герцога уже после заключения брака с Францем, получили фамилию фон Платен. Кроме того, поскольку фон Платен числился воспитателем законных детей герцога, то внебрачные дети получили возможность воспитываться и расти бок о бок с законными. Своих детей фон Платен не имел, и к законной супруге, вероятней всего, не притрагивался.  
Из двух детей Клары и герцога, София Шарлотта (1675–1725) была особенно дружна с его законным сыном и наследником, Георгом. Когда Георг был приглашён на британский престол, София последовала за ним в Великобританию, где единокровный брат щедро одарил её деньгами и титулами. Она была замужем за графом Иоганном Адольфом фон Кильмансеггом (нем; 1668—1717), и её многочисленные потомки — генералы, министры и придворные Ганновера, носили эту фамилию. Сын, Эрнст Август (1674–1726) официально «продолжил род» имперских графов фон Платен-Халлермундов, который существует и в наши дни. Его супругой была София Каролина Ева Антуанетта фон Оффен (1669—1726), дочь генерал-лейтенанта.